# Not Me, Not I
Not Me, Not I é uma música pop escrita por Gary Barlow, Delta Goodrem, Eliot Kennedy, Kara DioGuardi e Jarrad Rogers, produzida por Barlow and Kenndy para o primeiro álbum de Delta Goodrem, Innocent Eyes de 2003. Foi lançado como o quarto single do álbum na Austrália em 12 de setembro de 2003.
O single é uma canção de amor, que fala da dor da perda de seu primeiro amor. Houve muita especulação quanto a ela estar cantando sobre seu ex-namorado e companheiro de elenco da série Neighbours, Blair McDonough.

## Charts
"Not Me, Not I" debutou duas posições atrás de "White Flag" da cantora Dido, e vendeu 11.505 cópias na sua primeira semana. Na semana seguinte, ficou na primeira posição, dando a Delta seu quarto 1# single consecutivo na Austrália. Quebrando assim o recorde da também australiana Kylie Minogue de três singles consecutivos em 1#. "Not Me, Not I" permaneceu no top 10 por dez semanas.
No Reino Unido, debutou e teve seu pico em 18#, enquanto na Nova Zelândia teve seu pico em 11#.

## Video Clipe
O vídeo foi gravado quando Delta dava os primeiros sinais de sua doença, em Newtown, Sydney, Austrália. O clipe foi dirigido por Michael Spiccia, e mostra Goodrem posando em vários modelitos durante a gravação em um local secreto na estação de trem Redfern. O clipe inclui a já marca registrada de Delta, sentada tocando o piano, juntamente com outros efeitos visuais, incluindo a cena da deusa etérea.

## Formatos e Faixas
CD Single Australiano 1
1. "Not Me, Not I" — 4:24
2. "Right There Waiting" — 3:36
3. "Not Me, Not I" (instrumental) — 4:24

CD Single Australiano 2
1. "Not Me, Not I" — 4:24
2. "Not Me, Not I" (Recorded Live at [V]HQ) — 3:49
3. "Innocent Eyes" (The Luge Mix) — 5:09

CD Single Inglês 1
1. "Not Me, Not I"
2. "Right There Waiting"

CD Single Inlgês 2
1. "Not Me, Not I"
2. "Have Yourself a Merry Little Christmas"
3. "Happy Christmas (War Is Over)"
4. "Not Me, Not I" (Recorded Live @ VHQ)
5. "Not Me, Not I" (video)
6. Delta at the ARIA Music Awards 2003 (video)
7. "Not Me, Not I" (Live @ Channel [V] HQ video)

Versões Oficiais
- "Not Me, Not I" (Bacci Bro's remix)
- "Not Me, Not I" (Bacci Bro's remix instrumental)
- "Not Me, Not I" (instrumental)

## Charts
| Chart (2003)                   | Pico posição |                    |
| ------------------------------ | ------------ | ------------------ |
| (Austrália) ARIA Singles Chart | 1            |                    |
| (Irlanda)                      | 25           |                    |
| (Holanda)                      | 40           |                    |
| (Nova Zelândia)                | 11           |                    |
| (Reino Unido)                  | 18           |                    |
| Charts Anuais (2003)           | Pico posição | Certificação       |
| (Austrália) ARIA Singles Chart | 20           | Platinum (70,000+) |
| (Austrália) ARIA Artists Chart | 6            | Platinum (70,000+) |